# 5267 Zegmott
5267 Zegmott è un asteroide della fascia principale. Scoperto nel 1966, presenta un'orbita caratterizzata da un semiasse maggiore pari a 2,3693504 UA e da un'eccentricità di 0,0872993, inclinata di 9,02208° rispetto all'eclittica.